# فونتانتو د'أغونيا
فونتانتو د'أغونيا هي بلدية في مقاطعة نوفارا في إقليم بييمونتي الإيطالي ، وتقع على بعد حوالي 90 كيلومتر (56 ميل) نوفارا. شمال شرق تورينو وعلى بعد حوالي 25 كيلومتر (16 ميل) شمال غرب نوفارا . يأخذ اسمه من نهر أغوجنا .
تقع حدود فونتانتو د'أغونيا على البلديات التالية: بورغومانيرو، كافاليتو، كافاليريو، كريسا، كوريدجو، غيمي، روماجنو سيسيا، و سونو.

## المعالم السياحية الرئيسية
- كنيسة أبرشية بياتا فيرجيني ماريا أسونتا - تم بناؤها على كنيسة مقبرة موجودة مسبقًا من القرن الحادي عشر. تم بناء برج الجرس بجوار الكنيسة في منتصف القرن السادس عشر، وتم إضافة الجوقة في عام 1617. في منتصف القرن التاسع عشر، أنشأ المهندس المعماري أليساندرو أنتونيلي كنيسة سانت أليساندرو (أي كنيسة صغيرة تضم رفات القديس، والتي تم جلبها من روما إلى فونتانيتو داغوغنا). داخل هذا المبنى الدائري، المتصل بالكنيسة، توجد أعمال تصويرية مهمة يعود تاريخها إلى القرنين السادس عشر والسابع عشر.
- كنيسة سان مارتينو - تتكون الكنيسة من ثلاثة صحون وواجهة بها لوحات جدارية تعود للقرن الثامن عشر. تقع بالقرب من نبع معروف باسم نافورة سان مارتينو، حيث ترتبط بالطقوس المرتبطة بعبادة الماء، المستوحاة من الثقافات الوثنية القديمة. يُعتقد اليوم أن هذه المياه مطهرة روحياً، حيث تتدفق بالقرب من لوحة العذراء مريم للفنان سبيرينديو كاجنولا ، والتي يمكن العثور عليها داخل الكنيسة. [3]

## وصلات خارجية
- الموقع الرسمي